# Carol Kidd
Carol Kidd és una cantant de jazz escocesa, nascuda el 19 d'octubre de 1945.
Kidd va néixer a Glasgow, Escòcia, l'any 1945. A mitjans dels 70, va tenir protagonisme com a vocalista de la banda liderada pel vibrafonista / saxofonista Jimmy Feighan. El 1990, va publicar el seu àlbum premiat The Night We Called It a Day. Posteriorment ha actuat i enregistrat àmpliament pel seu compte. Ha guanyat diversos premis als British Jazz Awards. El 1998, va ser nomenada MBE.

## Discografia
- Carol Kidd (Aloi, 1984)
- All My Tomorrows (Aloi, 1985)
- Nice Work (Linn, 1987)
- The Night We Called It a Day (Linn, 1990)
- I'm Glad We Met (Linn, 1991)
- Crazy for Gershwin (Linn, 1994)
- That's Me (Linn, 1995)
- A Singer for All Seasons (Jazz Arena, 1998)
- A Place in My Heart (Jazz Arena, 1999)
- Debut (Linn, 2004)
- Dreamsville (Linn, 2008)
- Tell Me Once Again (Linn, 2010)
- Auld Lang Syne (Aurora Music, 2015)